# Notomatachia wiltoni
Notomatachia wiltoni är en spindelart som beskrevs av Forster 1970. Notomatachia wiltoni ingår i släktet Notomatachia och familjen Desidae. Inga underarter finns listade i Catalogue of Life.